# المطارقة (مڭرن)
المطارقة هي إحدى مشيخات المملكة المغربية، تتبع جغرافيا لإقليم القنيطرة وإداريًا لمڭرن. يقدر عدد سكانها بـ 6497 نسمة حسب الإحصاء الرسمي للسكان والسكنى لسنة 2004.